# Oxicloruro de cobre
El oxicloruro de cobre o cloruro de cobre tribásico es un compuesto químico con la fórmula Cu2(OH)3Cl. Se trata de una sustancia sólida cristalina verdosa que se encuentra de forma natural en algunos yacimientos de minerales, productos de la corrosión de los metales, arte y objetos arqueológicos y también en algunos sistemas biológicos. 
Uno de sus principales usos es como fungicida y también está autorizado en agricultura ecológica. También se fabrica industrialmente. Desde 1994 se fabrican miles de toneladas al año y se utiliza como suplemento nutricional en los animales de ganadería.

## Presencia en la naturaleza
El Cu2(OH)3Cl se presenta como minerales naturales en cuatro formas cristalinas polimórficas: atacamita, paratacamita,  clinoatacamita, y botallackita. La atacamita es ortorrómbica, la paratacamita es romboédrica y los otros dos polimorfos son monoclínicos. La atacamita y la paratacamita son minerales secundarios comunes en áreas de mineralización de cobre y con frecuencia se forman como productos de corrosión de metales que contienen cobre.
La forma más común de Cu2(OH)3Cl es la atacamita, producto de la oxidación de otros minerales de cobre, que recibe el nombre del desierto de Atacama en Chile donde se puede encontrar además de en otros sitios áridos así como en las fumarolas submarinas. La atacamita se puede encontrar también en objetos de bronce del antiguo Egipto y Mesopotamia. Se puede encontrar atacamita en mandíbula del gusano Glycera dibranchiata.  La atacamita es estable.
La paratacamita es otro polimorfo del Cu2(OH)3Cl que recibió su nombre del desierto de Atacama en Chile. Se ha identificado en el producto de corrosión verde claro en polvo que se forma en una superficie del cobre o bronce, a veces en pústulas de corrosión. Se puede distinguir de la atacamita por la forma romboédrica de sus cristales.
La botallackita es la menos estable de los cuatro polimorfos de Cu2(OH)3Cl. Es de color verde azulado pálido. Este raro mineral se encontró por primera vez, y luego se identificó, en la mina de Botallack en Cornualles, Inglaterra. También es un producto de corrosión raro en hallazgos arqueológicos. Por ejemplo, fue identificado en una estatua egipcia de Bastet.
El cuarto polimorfo de la familia del Cu2(OH)3Cl es la clinoatacamita. Fue encontrado e identificado en Chuquicamata, Chile, en 1996. Fue nombrado en alusión a su morfología monoclínica y su relación con la atacamita. También es de color verde pálido pero tiene cristales monoclínicos. La clinoatacamita se puede confundir fácilmente con la paratacamita estrechamente relacionada. Se cree que la clinoatacamita debería reemplazar la mayoría de los casos de paratacamita reportados anteriormente en la literatura de conservación.

## Propiedades
El oxicloruro de cobre Cu2(OH)3Cl se descompone alrededor de los 220.oC con la liberación de ácido clorhídrico. Es muy estable en medios de pH neutro pero en los alcalinos produce óxidos. Es virtualmente insoluble al agua y en disolventes orgánicos y soluble en ácidos minerales dando las correspondientes sales de cobre. También es soluble en soluciones de amonio, aminas y EDTA .  
Se transforma fácilmente en  hidróxido cúprico reaccionando con el hidróxido de sodio
{\displaystyle \mathrm {Cu_{2}(OH)_{3}Cl+3\ HCl\rightarrow 2\ CuCl_{2}+3\ H_{2}O} }                         (ec.1)
{\displaystyle \mathrm {Cu_{2}(OH)_{3}Cl+NaOH\rightarrow 2\ Cu(OH)_{2}+NaCl} }                              (ec.2)

## Preparación
- Hidrólisis de CuCl2

{\displaystyle \mathrm {2\ CuCl_{2}+3\ NaOH\rightarrow Cu_{2}(OH)_{3}Cl+3\ NaCl} }                        (ec.3)
También por la siguiente reacción:
{\displaystyle \mathrm {CuCl_{2}+3\ CuO+3\ H_{2}O\rightarrow 2\ Cu_{2}(OH)_{3}Cl} }                          (ec.4)
Si hay suficientes iones de cloruro en la disolución, la hidrólisis de CuSO4 en medio álcali también produce Cu2(OH)3Cl:
{\displaystyle \mathrm {2\ CuSO_{4}+3\ NaOH+NaCl\rightarrow Cu_{2}(OH)_{3}Cl+2\ Na_{2}SO_{4}} }              (ec.5)
- Producción industrial por oxidación al aire de Cu(I)Cl en una disolución de salmuera:

Se obtiene industrialmente mediante la oxidación de cloruro de cobre (I) en una disolución de salmuera . Para esto, el cloruro de cobre (II) se reduce en una solución concentrada de cloruro de sodio con cobre metálico. El cloruro de cobre (I) resultante se calienta y se oxida a oxicloruro de cobre al aire:
{\displaystyle \mathrm {CuCl_{2}+Cu+2\ NaCl\rightarrow 2\ NaCuCl_{2}} }                                  (ec.6)
{\displaystyle \mathrm {6\ NaCuCl_{2}+{\tfrac {3}{2}}O_{2}+\ H_{2}O\rightarrow } }{\displaystyle \mathrm {CuCl_{2}\cdot 3\ Cu(OH)_{2}+2\ CuCl_{2}+6\ NaCl} }    (ec.7)

## Usos
Antes de 1994 la producción industrial del oxicloruro de cobre se destinaba a fungicidas o a productos intermedios en la fabricación de otros productos de cobre. A partir de ese año se va a utilizar también en la nutrición animal
Como fungicida se usa en la mayoría de los cultivos, frutales, cítricos, viña, algodón etc. Contra hongos como Phytophtora y otros mediante pulverización sobre las plantas.
Como pigmento en vidrio, cerámica y pinturas. También como cosmético en el antiguo Egipto  .
En pirotecnia como agente colorante azul.
Como catalizador en síntesis orgánica para la cloración y oxidación. 
Como suplemento nutricional sobre la base de la necesidad de cobre a niveles bajos, ya que está presente en enzimas con funciones metabólicas en la mayoría de los organismos. Desde inicios del siglo XX se incorpora cobre en la dieta de los animales de ganadería pero se hacía con otros compuestos de cobre como el sulfato de cobre pentahidratado que producía algunos problemas por reacciones indeseadas en ambientes cálidos y húmedos. Por eso se sustituyó por el oxicloruro de cobre que es mucho más estable.